# Thomas J. Price
  Article à compléter
Thomas J. Price, né vers 1981 à Londres  est un artiste contemporain multimédia surtout connu pour ses sculptures figuratives. 

## Biographie
Thomas J. Price a obtenu un diplôme au Camberwell College of Arts de Londres, son baccalauréat en beaux-Arts au Chelsea College of Arts de Londres, son  Masters of Fine Art (MFA) au  Royal College of Art de Londres.

## Œuvres
Au début de sa carrière Thomas J. Price s'est d'abord orienté vers des performances et des animations de têtes en pâte à modeler.
Lors de l'exposition Art Basel de 2022 il expose une statue en bronze de 3,60 mètres de haut représentant une femme noire à l'air songeur.

## Galerie

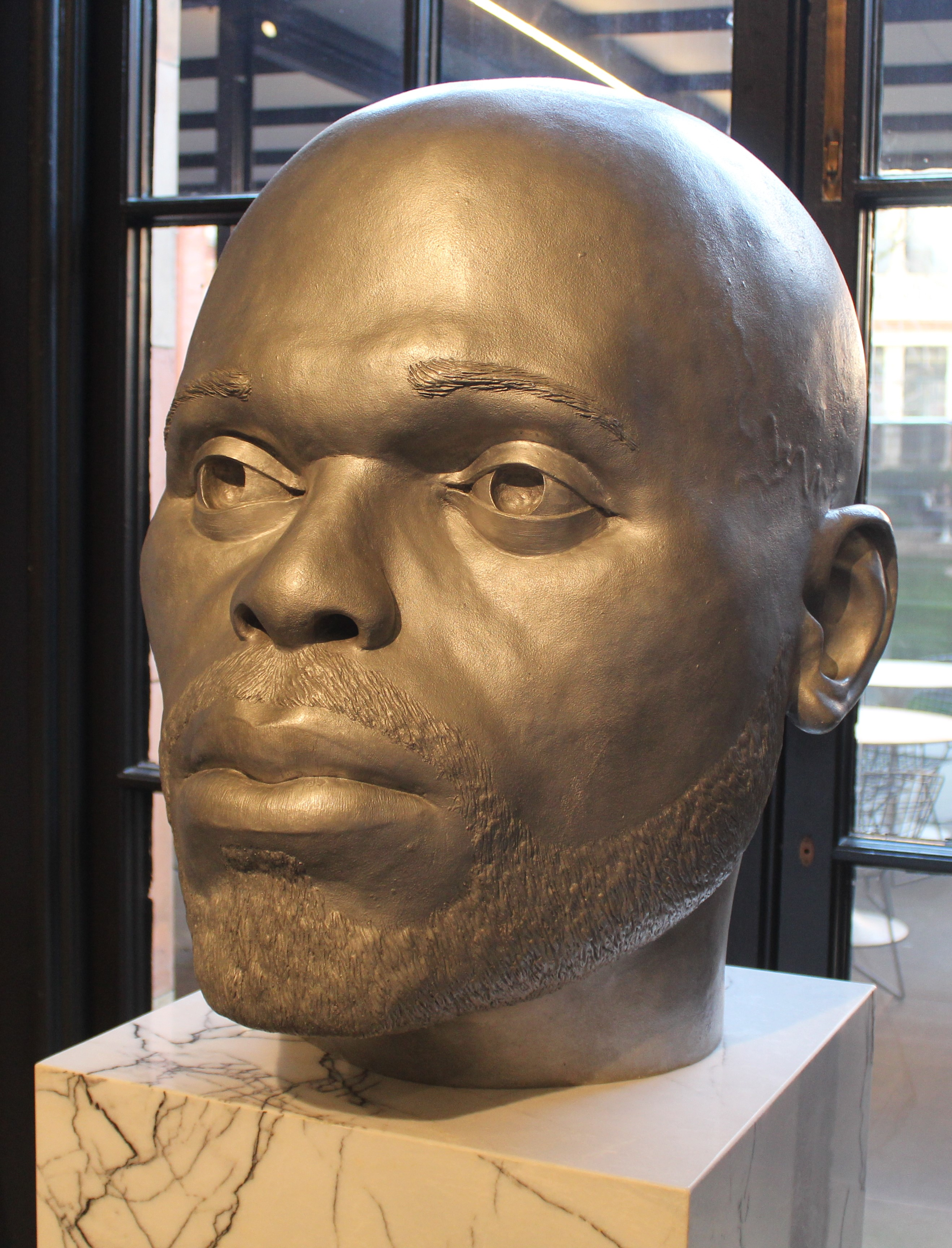
Numen, 2016, Musée Victoria et Albert
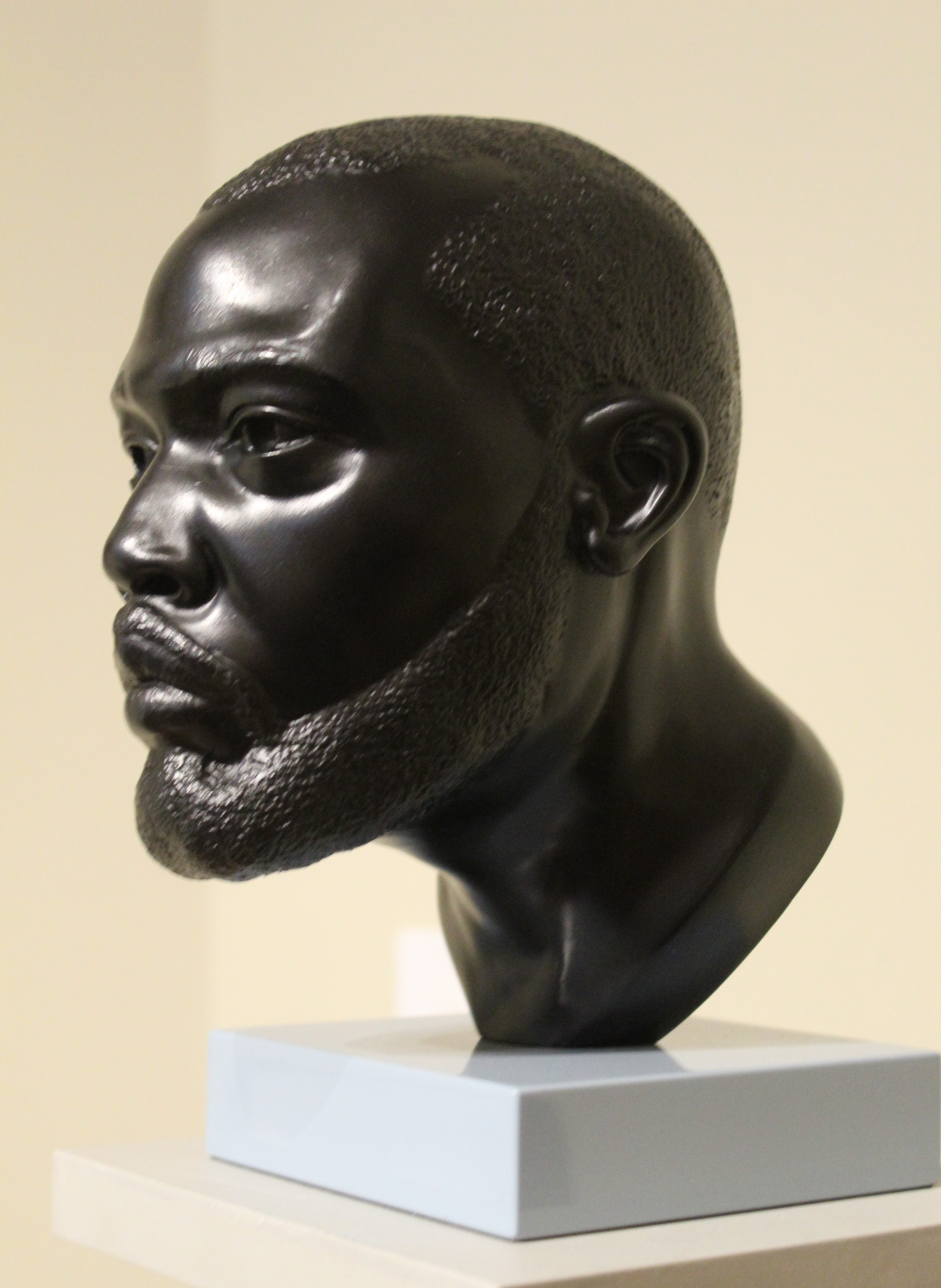
Tasman Road, 2018, Victoria and Albert Museum
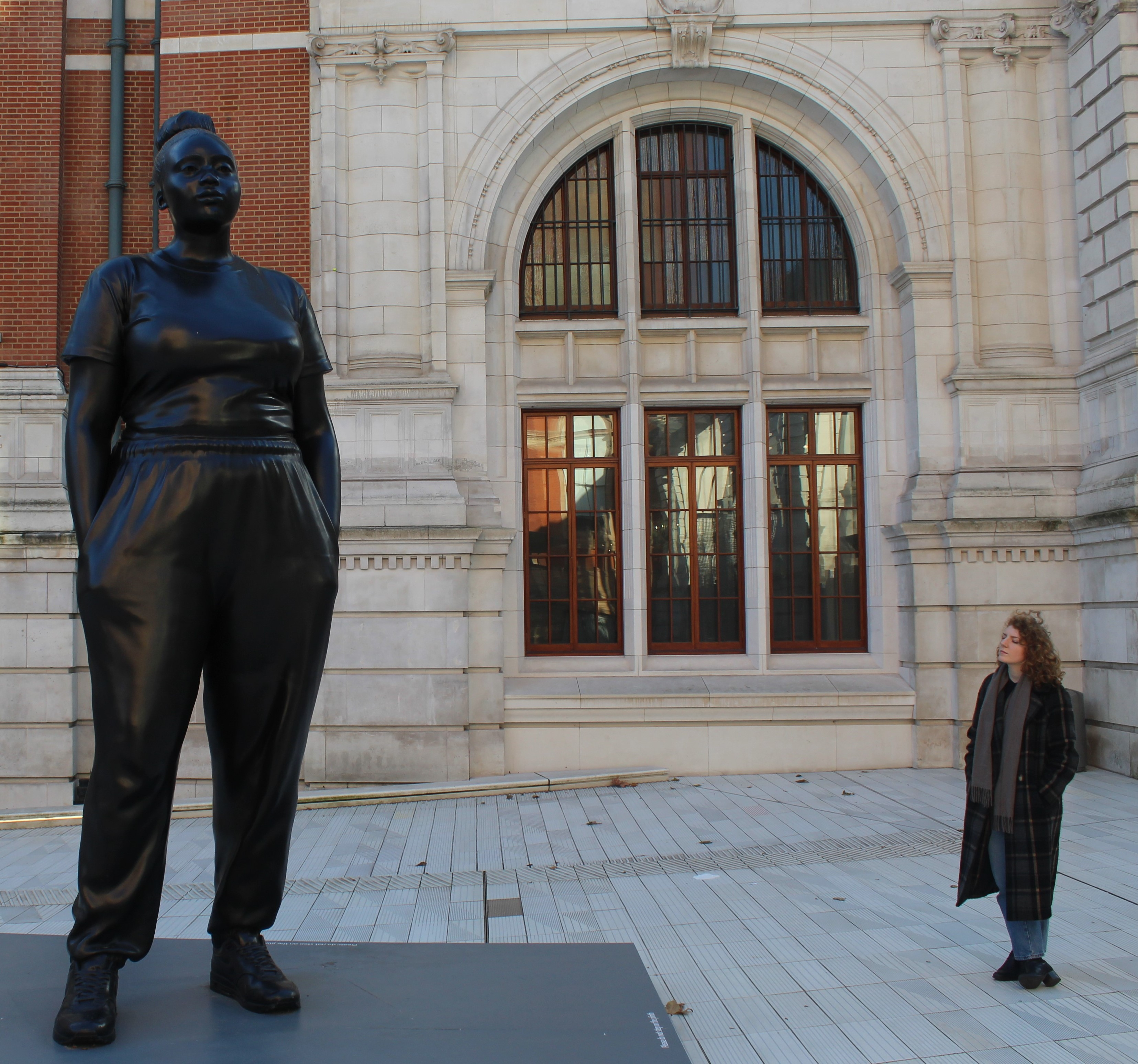
Moments Contained,   2022, Victoria and Albert Museum
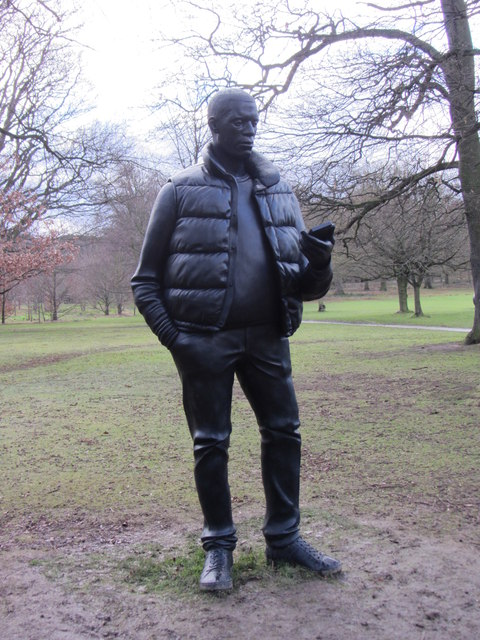
Network, 2013
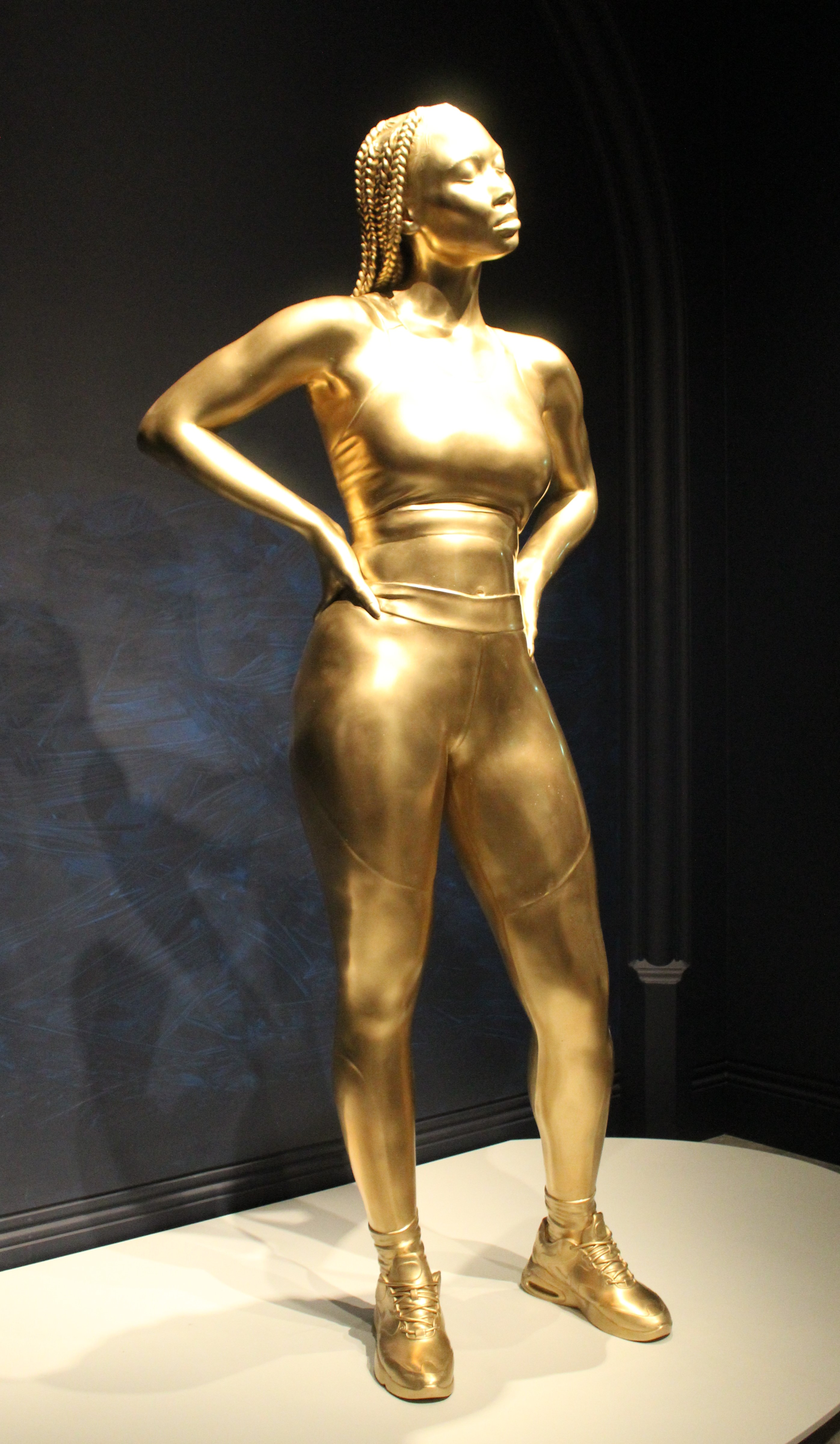
As Sounds Turn to Noise ,2023, National Portrait Gallery, London